# Tölgyaknázó ősmoly
A tölgyaknázó ősmoly a valódi lepkék alrendjébe tartozó   félszipókás pillefélék (Eriocraniidae) családjának egyik, hazánkban is előforduló, bár meglehetősen ritka faja. Rendszertani helye némileg bizonytalan: egyesek az Eriocrania, mások a Dyseriocrania nembe sorolják.

## Elterjedése
Európai faj. Hazánkban kevés helyről ismerjük – a Mátra Múzeum anyaga szerint a Mátrában és a Jászságban egyaránt előfordul.

## Jellemzése
Szárnyának fesztávolsága 13–16 mm. Első pár, csillogó zöldes aranyszínű szárnya megnyúlt, a vége kihegyesedik. Hazánkban évente egy nemzedéke kel ki; a lepkék március–áprilisban repülnek. Hernyója nyáron a tölgy (Quercus) és a mogyoró (Corylus) leveleibe rágja nagy foltaknáit. Erdős területeken nappal, napsütésben röpköd, és szívesen leül a pocsolyák szélére.

## Külső hivatkozások
- A Mátra Múzeum molylepke-gyűjteménye I.
- Mészáros Zoltán – Szabóky Csaba: A magyarországi molylepkék gyakorlati albuma. Budapest: Agroinform. 2005.  arch Hozzáférés: 2018. április 6. (PDF)
- ORDO: LEPIDOPTERA - LEPKÉK